# Operace Silica-South

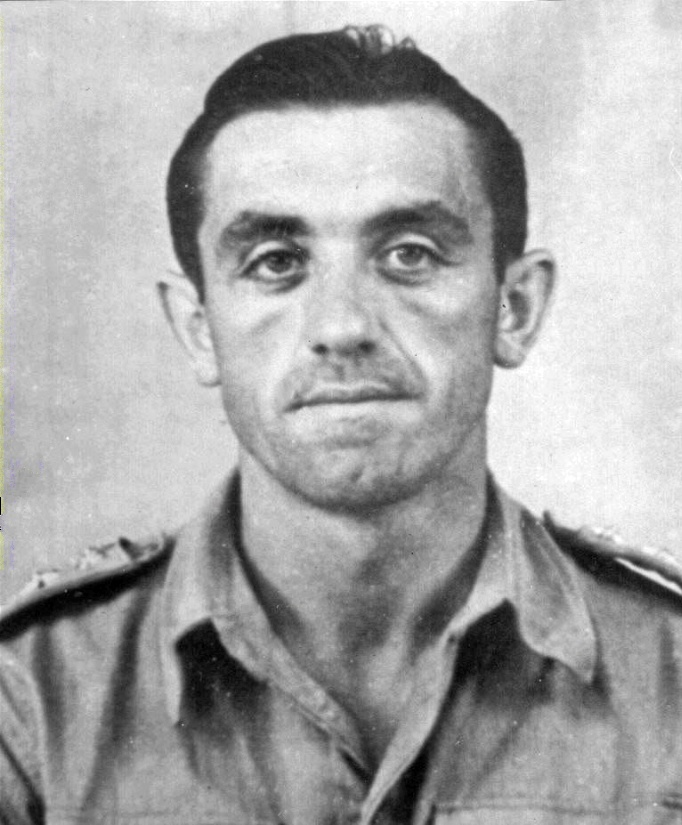
Jeden z příslušníků paradesantního výsadku kapitán Rudolf Severin Krzák (rok 1944, Itálie)

Operace Silica-South byl krycí název pro paradesantní výsadek vyslaný během II. světové války na území Němci obsazené Itálie a organizovaný britskou SOE. South v názvu znamená, že operační prostor skupiny byl určen na jih od řeky Pád.

## Složení a úkoly
Příslušníky desantu byli pplk. C. B. Cope (Velká Británie), des. W. Williamson (Velká Británie) a kpt. Rudolf Krzák. Jeho úkolem bylo získat příslušníky jednotek vládního vojska a slovenských technických jednotek dislokovaných v Itálii pro dezerci a přechodu k partyzánským jednotkám nebo československé brigádě.

## Činnost
Příslušníci desantu seskočili 9. září 1944 na základnu italské 3. partyzánské divize. Protože operace byla špatně zpravodajsky připravena a navíc byla několikrát odložena, jednotky vládního vojska a slovenské technické brigády se v předpokládaném prostoru již nenacházely. Kpt. Krzák se s jejich příslušníky vůbec nesetkal. Proto vykonával povinnosti šifranta a organizoval příjem materiálu pro partyzány prostřednictvím radiomajáku Eureka. V závěru své mise ještě řídil dokončovací práce na letišti Cortemilia. 11. listopadu se vrátil na spojeneckou základnu.